# Famille Trump
Pour les articles homonymes, voir Trump et Trump (patronyme).
La famille Trump est une famille américaine, d'origine allemande, qui compte parmi ses membres principalement des hommes d'affaires, dont des promoteurs immobiliers, et des hommes politiques américains, dont un président des États-Unis.

## Origine

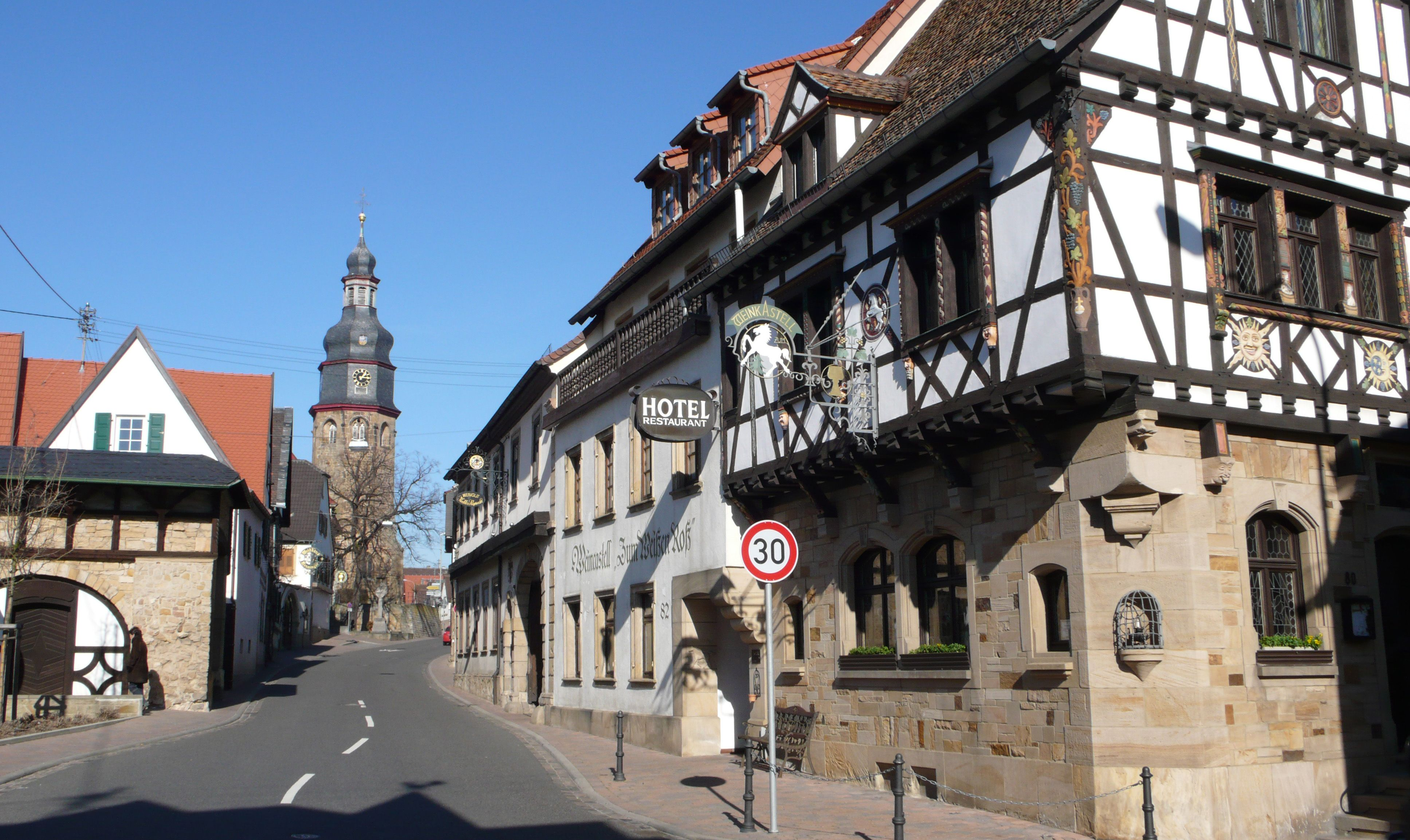
Kallstadt, en Allemagne, berceau de la famille Trump.

La famille Trump est originaire de la région du Palatinat du royaume de Bavière. Alors que le nom de famille Trump est présent dans toute l'Allemagne, il a été enregistré sous diverses orthographes telles que Drumb, Tromb, Tromp, Trum, Trumpff et Dromb à Kallstadt depuis le 17e siècle. Des membres éloignés de la famille Trump vivent toujours dans la région du sud-ouest de l'Allemagne.
L'ancêtre connu le plus ancien est Johann Philipp Trump (1667-1707). Son descendant à la cinquième génération, Frederick Trump (1869-1918), est né à Kallstadt, dans la région du Palatinat du royaume de Bavière, fils de Christian Johannes Trump (1829-1877) et de Katharina Kober (1836-1922),.
Des membres de la famille sont venus aux États-Unis au XIXe siècle, dont le petit-fils de Charlotte Louisa Trump (1789-1833), Henry John Heinz (1844-1919), homme d'affaires, fondateur de l'entreprise agro-alimentaire Heinz.
Selon Bahlow (1982), le nom de famille Trump dérive d'un mot bavarois signifiant à la fois « tambour » (en moyen haut allemand trumpe) ou « trompette ». Le mot trump fait écho au frison tromp et tromme, au néerlandais trom, au norvégien et au danois tromme, à l'islandais tromma, au suédois et au féroïen trumma, à l'anglais drum, au gaélique irlandais druma, et au gallois drwm, tous de la même racine étymologique et de même sens.
Trump est un nom de famille toujours porté en Allemagne, quoique relativement rare, avec 382 entrées de l'annuaire téléphonique en  2016. Le patronyme est surtout concentré dans la région de Cologne, l'arrondissement de Bad Dürkheim (dont Kallstadt), l'arrondissement de Gifhorn et les arrondissements de Schwäbisch Hall/Ansbach,.

## Personnalités
Ses membres les plus notables sont : 
- Barron Trump (2006), fils du président américain Donald Trump
- Donald Trump (1946), homme d'affaires, animateur de télévision, président des États-Unis
- Donald Trump, Jr. (1977), homme d'affaires, fils du président américain Donald Trump
- Eric Trump (1984), homme d'affaires, fils du président américain Donald Trump
- Frederick Trump (1869-1918), homme d'affaires allemand puis américain
- Fred Trump (1905-1999), homme d'affaires, promoteur immobilier
- Fred Trump, Jr. (1938-1981), promoteur immobilier, pilote d'avions
- Ivanka Trump, épouse Kushner (1981), femme d'affaires, femme politique, écrivain, mannequin, fille du président américain Donald Trump
- John Trump (1907-1985), ingénieur électricien, inventeur, physicien
- Mary Trump (1965), psychologue clinicienne, femme d'affaires
- Maryanne Trump, ex-épouse Desmond puis épouse Barry (1937-2023), juge fédérale
- Robert Trump (1948-2020), promoteur immobilier, cadre d'entreprise
- Tiffany Trump (1993), chanteuse, mannequin, fille du président américain Donald Trump

et :
- André Heinz (1969), environnementaliste
- Christopher Heinz (1973), homme d'affaires
- Henry Heinz (1844-1919), homme d'affaires, fondateur de l'entreprise agro-alimentaire Heinz
- Jack Heinz (1908-1987), dirigeant d'entreprise
- John Heinz (1938-1991), homme politique
- Rust Heinz (1914-1939), concepteur de voitures et de bateaux
- John Walter (1934-2018), historien, ingénieur, homme d'affaires, homme politique

ainsi que, par alliance :
- Blaine Beard, dite « Blaine Trump » (1957), mondaine, philanthrope
- Elizabeth Christ, dite « Elizabeth Trump » (1880-1966), femme d'affaires allemande, fondatrice de la société Elizabeth Trump & Fils, la première des sociétés de The Trump Organization
- Drue English, dite « Drue Heinz » (1915-2018), actrice, philanthrope, mécène, mondaine
- Vanessa Haydon, dite « Vanessa Trump » (1977), mannequin, actrice
- Melania Knauss, dite « Melania Trump », (1970), mannequin, styliste, première dame des États-Unis
- Jared Kushner (1981), homme d'affaires, promoteur immobilier, homme politique
- Mary Anne MacLeod, dite « Mary Anne Trump » (1912-2000), domestique
- Marla Ann Maples, dite « Marla Trump » (1963), actrice, animatrice de télévision
- Teresa Simões-Ferreira, dite « Teresa Heinz » (1938), femme d'affaires, philanthrope
- Lara Yunaska, dite « Lara Trump » (1982), productrice de télévision
- Ivana Zelníčková, dite « Ivana Trump » (1949-2022), mondaine, skieuse, mannequin,   designer

## Généalogie
|                           |                           |                           |                           |                           |                           |  |  |                            |                            |                            |                            |                            |                            |  |  |                        |                        |                        |                        |                        |                        |  |  |                             |                             |                             |                             |                             |                             |  |  |                          |                          |                          |                          |                          |                          |  |  | Frederick Trump (1869-1918) | Frederick Trump (1869-1918) | Frederick Trump (1869-1918) | Frederick Trump (1869-1918) | Frederick Trump (1869-1918) | Frederick Trump (1869-1918) |  |  | Elizabeth Christ (1880-1966) | Elizabeth Christ (1880-1966) | Elizabeth Christ (1880-1966) | Elizabeth Christ (1880-1966) | Elizabeth Christ (1880-1966) | Elizabeth Christ (1880-1966) |  |  |                              |                              |                              |                              |                              |                              |  |  |                        |                        |                        |                        |                        |                        |  |  |                             |                             |                             |                             |                             |                             |  |  |                       |                       |                       |                       |                       |                       |  |  |                     |                     |                     |                     |                     |                     |  |  |                          |                          |                          |                          |                          |                          |  |  |            |            |            |            |            |            |
|                           |                           |                           |                           |                           |                           |  |  |                            |                            |                            |                            |                            |                            |  |  |                        |                        |                        |                        |                        |                        |  |  |                             |                             |                             |                             |                             |                             |  |  |                          |                          |                          |                          |                          |                          |  |  | Frederick Trump (1869-1918) | Frederick Trump (1869-1918) | Frederick Trump (1869-1918) | Frederick Trump (1869-1918) | Frederick Trump (1869-1918) | Frederick Trump (1869-1918) |  |  | Elizabeth Christ (1880-1966) | Elizabeth Christ (1880-1966) | Elizabeth Christ (1880-1966) | Elizabeth Christ (1880-1966) | Elizabeth Christ (1880-1966) | Elizabeth Christ (1880-1966) |  |  |                              |                              |                              |                              |                              |                              |  |  |                        |                        |                        |                        |                        |                        |  |  |                             |                             |                             |                             |                             |                             |  |  |                       |                       |                       |                       |                       |                       |  |  |                     |                     |                     |                     |                     |                     |  |  |                          |                          |                          |                          |                          |                          |  |  |            |            |            |            |            |            |
|                           |                           |                           |                           |                           |                           |  |  |                            |                            |                            |                            |                            |                            |  |  |                        |                        |                        |                        |                        |                        |  |  |                             |                             |                             |                             |                             |                             |  |  |                          |                          |                          |                          |                          |                          |  |  |                             |                             |                             |                             |                             |                             |  |  |                              |                              |                              |                              |                              |                              |  |  |                              |                              |                              |                              |                              |                              |  |  |                        |                        |                        |                        |                        |                        |  |  |                             |                             |                             |                             |                             |                             |  |  |                       |                       |                       |                       |                       |                       |  |  |                     |                     |                     |                     |                     |                     |  |  |                          |                          |                          |                          |                          |                          |  |  |            |            |            |            |            |            |
|                           |                           |                           |                           |                           |                           |  |  |                            |                            |                            |                            |                            |                            |  |  |                        |                        |                        |                        |                        |                        |  |  |                             |                             |                             |                             |                             |                             |  |  |                          |                          |                          |                          |                          |                          |  |  |                             |                             |                             |                             |                             |                             |  |  |                              |                              |                              |                              |                              |                              |  |  |                              |                              |                              |                              |                              |                              |  |  |                        |                        |                        |                        |                        |                        |  |  |                             |                             |                             |                             |                             |                             |  |  |                       |                       |                       |                       |                       |                       |  |  |                     |                     |                     |                     |                     |                     |  |  |                          |                          |                          |                          |                          |                          |  |  |            |            |            |            |            |            |
|                           |                           |                           |                           |                           |                           |  |  |                            |                            |                            |                            |                            |                            |  |  |                        |                        |                        |                        |                        |                        |  |  | Henry Trump (1899-1900)     | Henry Trump (1899-1900)     | Henry Trump (1899-1900)     | Henry Trump (1899-1900)     | Henry Trump (1899-1900)     | Henry Trump (1899-1900)     |  |  | William Walter           | William Walter           | William Walter           | William Walter           | William Walter           | William Walter           |  |  | Elizabeth Trump (1904-1961) | Elizabeth Trump (1904-1961) | Elizabeth Trump (1904-1961) | Elizabeth Trump (1904-1961) | Elizabeth Trump (1904-1961) | Elizabeth Trump (1904-1961) |  |  | Fred Trump, Sr. (1905-1999)  | Fred Trump, Sr. (1905-1999)  | Fred Trump, Sr. (1905-1999)  | Fred Trump, Sr. (1905-1999)  | Fred Trump, Sr. (1905-1999)  | Fred Trump, Sr. (1905-1999)  |  |  | Mary MacLeod (1912-2000)     | Mary MacLeod (1912-2000)     | Mary MacLeod (1912-2000)     | Mary MacLeod (1912-2000)     | Mary MacLeod (1912-2000)     | Mary MacLeod (1912-2000)     |  |  | John Trump (1907-1985) | John Trump (1907-1985) | John Trump (1907-1985) | John Trump (1907-1985) | John Trump (1907-1985) | John Trump (1907-1985) |  |  | Elora Sauerbrun (1913-1983) | Elora Sauerbrun (1913-1983) | Elora Sauerbrun (1913-1983) | Elora Sauerbrun (1913-1983) | Elora Sauerbrun (1913-1983) | Elora Sauerbrun (1913-1983) |  |  |                       |                       |                       |                       |                       |                       |  |  |                     |                     |                     |                     |                     |                     |  |  |                          |                          |                          |                          |                          |                          |  |  |            |            |            |            |            |            |
|                           |                           |                           |                           |                           |                           |  |  |                            |                            |                            |                            |                            |                            |  |  |                        |                        |                        |                        |                        |                        |  |  | Henry Trump (1899-1900)     | Henry Trump (1899-1900)     | Henry Trump (1899-1900)     | Henry Trump (1899-1900)     | Henry Trump (1899-1900)     | Henry Trump (1899-1900)     |  |  | William Walter           | William Walter           | William Walter           | William Walter           | William Walter           | William Walter           |  |  | Elizabeth Trump (1904-1961) | Elizabeth Trump (1904-1961) | Elizabeth Trump (1904-1961) | Elizabeth Trump (1904-1961) | Elizabeth Trump (1904-1961) | Elizabeth Trump (1904-1961) |  |  | Fred Trump, Sr. (1905-1999)  | Fred Trump, Sr. (1905-1999)  | Fred Trump, Sr. (1905-1999)  | Fred Trump, Sr. (1905-1999)  | Fred Trump, Sr. (1905-1999)  | Fred Trump, Sr. (1905-1999)  |  |  | Mary MacLeod (1912-2000)     | Mary MacLeod (1912-2000)     | Mary MacLeod (1912-2000)     | Mary MacLeod (1912-2000)     | Mary MacLeod (1912-2000)     | Mary MacLeod (1912-2000)     |  |  | John Trump (1907-1985) | John Trump (1907-1985) | John Trump (1907-1985) | John Trump (1907-1985) | John Trump (1907-1985) | John Trump (1907-1985) |  |  | Elora Sauerbrun (1913-1983) | Elora Sauerbrun (1913-1983) | Elora Sauerbrun (1913-1983) | Elora Sauerbrun (1913-1983) | Elora Sauerbrun (1913-1983) | Elora Sauerbrun (1913-1983) |  |  |                       |                       |                       |                       |                       |                       |  |  |                     |                     |                     |                     |                     |                     |  |  |                          |                          |                          |                          |                          |                          |  |  |            |            |            |            |            |            |
|                           |                           |                           |                           |                           |                           |  |  |                            |                            |                            |                            |                            |                            |  |  |                        |                        |                        |                        |                        |                        |  |  |                             |                             |                             |                             |                             |                             |  |  |                          |                          |                          |                          |                          |                          |  |  |                             |                             |                             |                             |                             |                             |  |  |                              |                              |                              |                              |                              |                              |  |  |                              |                              |                              |                              |                              |                              |  |  |                        |                        |                        |                        |                        |                        |  |  |                             |                             |                             |                             |                             |                             |  |  |                       |                       |                       |                       |                       |                       |  |  |                     |                     |                     |                     |                     |                     |  |  |                          |                          |                          |                          |                          |                          |  |  |            |            |            |            |            |            |
|                           |                           |                           |                           |                           |                           |  |  |                            |                            |                            |                            |                            |                            |  |  |                        |                        |                        |                        |                        |                        |  |  |                             |                             |                             |                             |                             |                             |  |  |                          |                          |                          |                          |                          |                          |  |  |                             |                             |                             |                             |                             |                             |  |  |                              |                              |                              |                              |                              |                              |  |  |                              |                              |                              |                              |                              |                              |  |  |                        |                        |                        |                        |                        |                        |  |  |                             |                             |                             |                             |                             |                             |  |  |                       |                       |                       |                       |                       |                       |  |  |                     |                     |                     |                     |                     |                     |  |  |                          |                          |                          |                          |                          |                          |  |  |            |            |            |            |            |            |
|                           |                           |                           |                           |                           |                           |  |  |                            |                            |                            |                            |                            |                            |  |  |                        |                        |                        |                        |                        |                        |  |  |                             |                             |                             |                             |                             |                             |  |  |                          |                          |                          |                          |                          |                          |  |  |                             |                             |                             |                             |                             |                             |  |  |                              |                              |                              |                              |                              |                              |  |  |                              |                              |                              |                              |                              |                              |  |  |                        |                        |                        |                        |                        |                        |  |  |                             |                             |                             |                             |                             |                             |  |  |                       |                       |                       |                       |                       |                       |  |  |                     |                     |                     |                     |                     |                     |  |  |                          |                          |                          |                          |                          |                          |  |  |            |            |            |            |            |            |
|                           |                           |                           |                           |                           |                           |  |  |                            |                            |                            |                            |                            |                            |  |  |                        |                        |                        |                        |                        |                        |  |  |                             |                             |                             |                             |                             |                             |  |  |                          |                          |                          |                          |                          |                          |  |  |                             |                             |                             |                             |                             |                             |  |  |                              |                              |                              |                              |                              |                              |  |  |                              |                              |                              |                              |                              |                              |  |  |                        |                        |                        |                        |                        |                        |  |  |                             |                             |                             |                             |                             |                             |  |  |                       |                       |                       |                       |                       |                       |  |  |                     |                     |                     |                     |                     |                     |  |  |                          |                          |                          |                          |                          |                          |  |  |            |            |            |            |            |            |
| David Desmond, Sr.        | David Desmond, Sr.        | David Desmond, Sr.        | David Desmond, Sr.        | David Desmond, Sr.        | David Desmond, Sr.        |  |  | Maryanne Trump (1937-2023) | Maryanne Trump (1937-2023) | Maryanne Trump (1937-2023) | Maryanne Trump (1937-2023) | Maryanne Trump (1937-2023) | Maryanne Trump (1937-2023) |  |  | John Barry (????-2000) | John Barry (????-2000) | John Barry (????-2000) | John Barry (????-2000) | John Barry (????-2000) | John Barry (????-2000) |  |  | Fred Trump, Jr. (1938-1981) | Fred Trump, Jr. (1938-1981) | Fred Trump, Jr. (1938-1981) | Fred Trump, Jr. (1938-1981) | Fred Trump, Jr. (1938-1981) | Fred Trump, Jr. (1938-1981) |  |  | Linda Clapp              | Linda Clapp              | Linda Clapp              | Linda Clapp              | Linda Clapp              | Linda Clapp              |  |  | James Grau                  | James Grau                  | James Grau                  | James Grau                  | James Grau                  | James Grau                  |  |  | Elizabeth Trump (1942)       | Elizabeth Trump (1942)       | Elizabeth Trump (1942)       | Elizabeth Trump (1942)       | Elizabeth Trump (1942)       | Elizabeth Trump (1942)       |  |  | Ivana Zelníčková (1949-2022) | Ivana Zelníčková (1949-2022) | Ivana Zelníčková (1949-2022) | Ivana Zelníčková (1949-2022) | Ivana Zelníčková (1949-2022) | Ivana Zelníčková (1949-2022) |  |  | Donald Trump (1946)    | Donald Trump (1946)    | Donald Trump (1946)    | Donald Trump (1946)    | Donald Trump (1946)    | Donald Trump (1946)    |  |  | Marla Maples (1963)         | Marla Maples (1963)         | Marla Maples (1963)         | Marla Maples (1963)         | Marla Maples (1963)         | Marla Maples (1963)         |  |  | Melania Knauss (1970) | Melania Knauss (1970) | Melania Knauss (1970) | Melania Knauss (1970) | Melania Knauss (1970) | Melania Knauss (1970) |  |  | Blaine Beard (1957) | Blaine Beard (1957) | Blaine Beard (1957) | Blaine Beard (1957) | Blaine Beard (1957) | Blaine Beard (1957) |  |  | Robert Trump (1948-2020) | Robert Trump (1948-2020) | Robert Trump (1948-2020) | Robert Trump (1948-2020) | Robert Trump (1948-2020) | Robert Trump (1948-2020) |  |  | Ann Pallan | Ann Pallan | Ann Pallan | Ann Pallan | Ann Pallan | Ann Pallan |
| David Desmond, Sr.        | David Desmond, Sr.        | David Desmond, Sr.        | David Desmond, Sr.        | David Desmond, Sr.        | David Desmond, Sr.        |  |  | Maryanne Trump (1937-2023) | Maryanne Trump (1937-2023) | Maryanne Trump (1937-2023) | Maryanne Trump (1937-2023) | Maryanne Trump (1937-2023) | Maryanne Trump (1937-2023) |  |  | John Barry (????-2000) | John Barry (????-2000) | John Barry (????-2000) | John Barry (????-2000) | John Barry (????-2000) | John Barry (????-2000) |  |  | Fred Trump, Jr. (1938-1981) | Fred Trump, Jr. (1938-1981) | Fred Trump, Jr. (1938-1981) | Fred Trump, Jr. (1938-1981) | Fred Trump, Jr. (1938-1981) | Fred Trump, Jr. (1938-1981) |  |  | Linda Clapp              | Linda Clapp              | Linda Clapp              | Linda Clapp              | Linda Clapp              | Linda Clapp              |  |  | James Grau                  | James Grau                  | James Grau                  | James Grau                  | James Grau                  | James Grau                  |  |  | Elizabeth Trump (1942)       | Elizabeth Trump (1942)       | Elizabeth Trump (1942)       | Elizabeth Trump (1942)       | Elizabeth Trump (1942)       | Elizabeth Trump (1942)       |  |  |                              | Ivana Zelníčková (1949-2022) | Ivana Zelníčková (1949-2022) | Ivana Zelníčková (1949-2022) | Ivana Zelníčková (1949-2022) | Ivana Zelníčková (1949-2022) |  |  | Donald Trump (1946)    | Donald Trump (1946)    | Donald Trump (1946)    | Donald Trump (1946)    | Donald Trump (1946)    | Donald Trump (1946)    |  |  | Marla Maples (1963)         | Marla Maples (1963)         | Marla Maples (1963)         | Marla Maples (1963)         | Marla Maples (1963)         | Marla Maples (1963)         |  |  | Melania Knauss (1970) | Melania Knauss (1970) | Melania Knauss (1970) | Melania Knauss (1970) | Melania Knauss (1970) | Melania Knauss (1970) |  |  | Blaine Beard (1957) | Blaine Beard (1957) | Blaine Beard (1957) | Blaine Beard (1957) | Blaine Beard (1957) | Blaine Beard (1957) |  |  | Robert Trump (1948-2020) | Robert Trump (1948-2020) | Robert Trump (1948-2020) | Robert Trump (1948-2020) | Robert Trump (1948-2020) | Robert Trump (1948-2020) |  |  | Ann Pallan | Ann Pallan | Ann Pallan | Ann Pallan | Ann Pallan | Ann Pallan |
|                           |                           |                           |                           |                           |                           |  |  |                            |                            |                            |                            |                            |                            |  |  |                        |                        |                        |                        |                        |                        |  |  |                             |                             |                             |                             |                             |                             |  |  |                          |                          |                          |                          |                          |                          |  |  |                             |                             |                             |                             |                             |                             |  |  |                              |                              |                              |                              |                              |                              |  |  |                              |                              |                              |                              |                              |                              |  |  |                        |                        |                        |                        |                        |                        |  |  |                             |                             |                             |                             |                             |                             |  |  |                       |                       |                       |                       |                       |                       |  |  |                     |                     |                     |                     |                     |                     |  |  |                          |                          |                          |                          |                          |                          |  |  |            |            |            |            |            |            |
|                           |                           |                           |                           |                           |                           |  |  |                            |                            |                            |                            |                            |                            |  |  |                        |                        |                        |                        |                        |                        |  |  |                             |                             |                             |                             |                             |                             |  |  |                          |                          |                          |                          |                          |                          |  |  |                             |                             |                             |                             |                             |                             |  |  |                              |                              |                              |                              |                              |                              |  |  |                              |                              |                              |                              |                              |                              |  |  |                        |                        |                        |                        |                        |                        |  |  |                             |                             |                             |                             |                             |                             |  |  |                       |                       |                       |                       |                       |                       |  |  |                     |                     |                     |                     |                     |                     |  |  |                          |                          |                          |                          |                          |                          |  |  |            |            |            |            |            |            |
| David Desmond, Jr. (1960) | David Desmond, Jr. (1960) | David Desmond, Jr. (1960) | David Desmond, Jr. (1960) | David Desmond, Jr. (1960) | David Desmond, Jr. (1960) |  |  | Fritz Trump (1963)         | Fritz Trump (1963)         | Fritz Trump (1963)         | Fritz Trump (1963)         | Fritz Trump (1963)         | Fritz Trump (1963)         |  |  | Lisa Lorant            | Lisa Lorant            | Lisa Lorant            | Lisa Lorant            | Lisa Lorant            | Lisa Lorant            |  |  | Mary Trump (1965)           | Mary Trump (1965)           | Mary Trump (1965)           | Mary Trump (1965)           | Mary Trump (1965)           | Mary Trump (1965)           |  |  | Donald Trump, Jr. (1977) | Donald Trump, Jr. (1977) | Donald Trump, Jr. (1977) | Donald Trump, Jr. (1977) | Donald Trump, Jr. (1977) | Donald Trump, Jr. (1977) |  |  | Vanessa Haydon (1977)       | Vanessa Haydon (1977)       | Vanessa Haydon (1977)       | Vanessa Haydon (1977)       | Vanessa Haydon (1977)       | Vanessa Haydon (1977)       |  |  | Jared Kushner (1981)         | Jared Kushner (1981)         | Jared Kushner (1981)         | Jared Kushner (1981)         | Jared Kushner (1981)         | Jared Kushner (1981)         |  |  | Ivanka Trump (1981)          | Ivanka Trump (1981)          | Ivanka Trump (1981)          | Ivanka Trump (1981)          | Ivanka Trump (1981)          | Ivanka Trump (1981)          |  |  | Eric Trump (1984)      | Eric Trump (1984)      | Eric Trump (1984)      | Eric Trump (1984)      | Eric Trump (1984)      | Eric Trump (1984)      |  |  | Lara Yunaska (1982)         | Lara Yunaska (1982)         | Lara Yunaska (1982)         | Lara Yunaska (1982)         | Lara Yunaska (1982)         | Lara Yunaska (1982)         |  |  | Tiffany Trump (1993)  | Tiffany Trump (1993)  | Tiffany Trump (1993)  | Tiffany Trump (1993)  | Tiffany Trump (1993)  | Tiffany Trump (1993)  |  |  | Michael Boulos      | Michael Boulos      | Michael Boulos      | Michael Boulos      | Michael Boulos      | Michael Boulos      |  |  | Barron Trump (2006)      | Barron Trump (2006)      | Barron Trump (2006)      | Barron Trump (2006)      | Barron Trump (2006)      | Barron Trump (2006)      |  |  |            |            |            |            |            |            |
| David Desmond, Jr. (1960) | David Desmond, Jr. (1960) | David Desmond, Jr. (1960) | David Desmond, Jr. (1960) | David Desmond, Jr. (1960) | David Desmond, Jr. (1960) |  |  | Fritz Trump (1963)         | Fritz Trump (1963)         | Fritz Trump (1963)         | Fritz Trump (1963)         | Fritz Trump (1963)         | Fritz Trump (1963)         |  |  | Lisa Lorant            | Lisa Lorant            | Lisa Lorant            | Lisa Lorant            | Lisa Lorant            | Lisa Lorant            |  |  | Mary Trump (1965)           | Mary Trump (1965)           | Mary Trump (1965)           | Mary Trump (1965)           | Mary Trump (1965)           | Mary Trump (1965)           |  |  | Donald Trump, Jr. (1977) | Donald Trump, Jr. (1977) | Donald Trump, Jr. (1977) | Donald Trump, Jr. (1977) | Donald Trump, Jr. (1977) | Donald Trump, Jr. (1977) |  |  | Vanessa Haydon (1977)       | Vanessa Haydon (1977)       | Vanessa Haydon (1977)       | Vanessa Haydon (1977)       | Vanessa Haydon (1977)       | Vanessa Haydon (1977)       |  |  | Jared Kushner (1981)         | Jared Kushner (1981)         | Jared Kushner (1981)         | Jared Kushner (1981)         | Jared Kushner (1981)         | Jared Kushner (1981)         |  |  | Ivanka Trump (1981)          | Ivanka Trump (1981)          | Ivanka Trump (1981)          | Ivanka Trump (1981)          | Ivanka Trump (1981)          | Ivanka Trump (1981)          |  |  | Eric Trump (1984)      | Eric Trump (1984)      | Eric Trump (1984)      | Eric Trump (1984)      | Eric Trump (1984)      | Eric Trump (1984)      |  |  | Lara Yunaska (1982)         | Lara Yunaska (1982)         | Lara Yunaska (1982)         | Lara Yunaska (1982)         | Lara Yunaska (1982)         | Lara Yunaska (1982)         |  |  | Tiffany Trump (1993)  | Tiffany Trump (1993)  | Tiffany Trump (1993)  | Tiffany Trump (1993)  | Tiffany Trump (1993)  | Tiffany Trump (1993)  |  |  | Michael Boulos      | Michael Boulos      | Michael Boulos      | Michael Boulos      | Michael Boulos      | Michael Boulos      |  |  | Barron Trump (2006)      | Barron Trump (2006)      | Barron Trump (2006)      | Barron Trump (2006)      | Barron Trump (2006)      | Barron Trump (2006)      |  |  |            |            |            |            |            |            |

- Johann Philipp Trump (1667-1707) 
+ Juliana Maria Rodenroth
  - Johann Sebastian Trump (1699-1756) 
+ Susanna Margaretha Kohl (1707-1750)
    - Johann Paul Trump (1727-1792) 
+ Maria Elisabetha Setzer
      - Charlotte Louisa Trump (1789-1833) 
+ Johann Georg Heinz
        - John Henry Heinz (1811-1891) 
+ (1843) Anna Margaretha Schmidt (1822-1899)
          - Henry John Heinz (1844-1919), homme d'affaires, fondateur de l'entreprise agro-alimentaire Heinz 
+ (1869) Sarah Sloan Young
            - Irene Edwilda Heinz (1871-1956) 
+ ?????? Given
            - Clarence Henry Heinz (1873-1920)
            - Howard Covode Heinz (1877-1941) 
+ Elizabeth Granger Rust
              - « Jack » Henry John Heinz, II (1908-1987), dirigeant d'entreprise 
+ (1) (1935) Joan Diehl, aviatrice 
+ (2) (1953) « Drue » Doreen Mary English (1915-2018), actrice, philanthrope, mécène, mondaine
                - (de 1) Henry John Heinz, III (1938-1991), homme politique 
+ (1966) Teresa Thierstein Simões-Ferreira (1938), femme d'affaires, philanthrope
                  - Henry John Heinz, IV (1966)
                  - André Thierstein Heinz (1969), environnementaliste 
+ (2016) Maria ?????? 
                  - Christopher Drake Heinz (1973), homme d'affaires 
+ (2007) Alexandra Lewis

              - « Rust » Henry Heinz (1914-1939), concepteur de voitures et de bateaux 
+ (1937) Helen Clay Goodloe
                - Helen Meredith Heinz

            - Robert Eugene Heinz (1882-1882)
            - Clifford Sloan Heinz (1883-1935)

      - Johannes Trump (1789-1835) 
+ Susanna Maria Bechtloff (1804-1861)
        - Friedrich Trump (1???-1876) 
+ Elisabetha ??????
        - Maria Katharina Trump (1827-1???)
        - Christian Johannes Trump (1829-1877) 
+ (1859) Katharina Kober (1836-1922)
          - Johannes Trump (1860-1???)
          - Katharina Trump (1861-1???)
          - Jakob Trump (1863-1???)
          - Sybilla Luisa Trump (1865-1931) 
+ ?????? Schuster
          - Konrad Trump (1868-1868)
          - « Frederick » Friedrich Trump (1869-1918), homme d'affaires allemand puis américain 
+ (1902) Elizabeth Christ (1880-1966), femme d'affaires allemande, fondatrice de la société Elizabeth Trump & Fils
            - Elizabeth Joan Trump (1904-1961) 
+ William O. Walter
              - William Trump Walter (1931-1???) 
+ Susan ????
              - John Whitney Walter (1934-2018), historien, ingénieur, homme d'affaires, homme politique 
+ Joan ??????
                - « Christy » Christine Walter 
+ « Bob » Robert Weppler
                  - Catherine Weppler
                  - Sarah Weppler
                  - Lauren Weppler

                - Nancy Walter 
+ « Jim » James Kiley
                  - Emily Kiley
                  - Matthew Kiley

                - « Cindy » Cynthia Walter 
+ Rod Frey
                  - Connor Frey
                  - Aidan Frey

            - « Fred » Frederick Christ Trump, Sr. (1905-1999), homme d'affaires, promoteur immobilier 
+ (1936) Mary Anne MacLeod (1912-2000), domestique
              - Maryanne Trump (1937-2023), juge fédérale 
+ (1) (1960-1980) David Desmond 
+ (2) (1982) John Joseph Barry (19??-2000)
                - (de 1) David William Desmond (1960), psychologue

              - « Fred » Frederick Christ Trump, Jr. (1938-1981), promoteur immobilier, pilote d'avions 
+ Linda Lee Clapp
                - « Fritz » Frederick Crist Trump, III (1962)[6]
+ Lisa Beth Lorant
                  - Cristopher Trump (1992)
                  - Andrea Trump (1994)
                  - William Trump (1999)

                - Mary Lea Trump (1965), psychologue clinicienne, femme d'affaires
                  - Avary Trump (2000)

              - Elizabeth Joan Trump (1942) 
+ James Walter Grau
              - Donald John Trump, Sr. (1946), homme d'affaires, animateur de télévision, président des États-Unis 
+ (1) (1977-1992) Ivana Marie Zelníčková (1949-2022), mondaine, skieuse, mannequin, designer 
+ (2) (1993-1999) Marla Ann Maples (1963), actrice, animatrice de télévision 
+ (3) (2004) Melania Knauss (1970), mannequin, styliste, première dame des États-Unis
                - (de 1) Donald John Trump, Jr. (1977), homme d'affaires 
+ (2005[7]-2018[8]) Vanessa Kay Haydon (1977), mannequin, actrice
                  - Kai Madison Trump[9] (2007)
                  - Donald John Trump, III[10] (2009)
                  - Tristan Milos Trump[11] (2011)
                  - Spencer Frederick Trump[12] (2012)
                  - Chloe Sophia Trump[9] (2014)

                - (de 1) « Ivanka » Ivana Marie Trump (1981), femme d'affaires, femme politique, écrivain, mannequin 
+ (2009[13]) Jared Corey Kushner (1981), homme d'affaires, promoteur immobilier, homme politique
                  - Arabella Rose Kushner[14] (2011)
                  - Joseph Frederick Kushner[15] (2013)
                  - Theodore James Kushner[15] (2016)

                - (de 1) Eric Frederick Trump (1984), homme d'affaires 
+ (2014[16]) Lara Lea Yunaska (1982), productrice de télévision
                  - Eric Luke Trump[17] (2017)
                  - Carolina Trump[18] (2019)

                - (de 2) Tiffany Ariana Trump (1993), chanteuse, mannequin 
+ (2022) Michael Boulos
                - (de 3) Barron William Trump (2006)

              - Robert Stewart Trump (1948-2020), promoteur immobilier, cadre d'entreprise 
+ (1) (1982) Martha Lindley Blaine Beard (1957), mondaine, philanthrope 
+ (2) (2020) Ann Marie Pallan

            - John George Trump (1907-1985), ingénieur électricien, inventeur, physicien 
+ Elora Gordon Sauerbrun (1913-1983)
              - John Gordon Trump (1938-2012) 
+ Gisela Steinmann
              - Christine Trump 
+ ?????? Philp
              - Karen Trump 
+ ?????? Ingraham

          - Elisabetha Trump (1873-1???) 
+ Karl Freund
          - Barbara Trump (1876-1???)

        - Anna Elisabetha Trump (1831-1???) 
+ Konrad Schwinn

## Héraldique
The Trump Organization utilise les armes D’argent à deux chevrons alaisés, accompagnés de trois lions naissants et de 23 losanges sommées de croix le tout d’or. Ce sont des armes à enquerre inspirées des armes de Joseph E. Davies.
En 2012, l'Ecosse a octroyé à la Trump International Golf Course Scotland Ltd les armes Per chevron Azure and Vert, three chevronels Or between, in chief, two mullets (5) Argent and, in base, a double-headed eagle displayed of the third, armed and beaked Gules, clutching in the talons two globes of the fourth.